# Exochostoma ornatum
Exochostoma ornatum är en tvåvingeart som beskrevs av Lindner 1974. Exochostoma ornatum ingår i släktet Exochostoma och familjen vapenflugor.
Artens utbredningsområde är Israel. Inga underarter finns listade i Catalogue of Life.